# Massimo Bottura
Massimo Bottura (* 30. září 1962 Modena) je italský šéfkuchař, restauratér a autor kuchařských knih.
Studoval práva na modenské univerzitě, avšak po dvou semestrech dal přednost podnikání v gastronomii. V roce 1986 otevřel svůj první podnik Trattoria del Campazzo. Pracoval jako kuchař v New Yorku a pak v monacké restauraci Alaina Ducasse Le Louis XV. V březnu 1995 otevřel v historickém centru Modeny vlastní restauraci Osteria Francescana, která získala tři michelinské hvězdičky a v letech 2016 a 2018 byla na prvním místě žebříčku nejlepších světových restaurací.
Provozuje také bistro Franceschetta 58 a penzión Casa Maria Luigia. Byl prvním šéfkuchařem, který vystupoval v seriálu Šéfkuchařův stůl. Inovativním způsobem používá klasické italské suroviny jako parmezán a tortellini. Ve španělské restauraci El Bulli studoval postupy molekulární gastronomie. V prezentaci jídla se inspiruje výtvarnou tvorbou Lucia Fontany a Francise Bacona.
Spolu s manželkou založil organizaci Food for Soul, bojující proti plýtvání potravinami. Organizoval vaření pro chudé z potravinových přebytků na Expu 2015 a Letních olympijských hrách 2016. V roce 2017 otevřel v Miláně stravovací zařízení Reffetorio Ambrosiano, poskytující lidem v existenční tísni jídlo zdarma. V roce 2019 ho časopis Time uvedl na seznamu sta nejvlivnějších lidí světa. Po vypuknutí pandemie covidu-19 založil na Instagramu kuchařský projekt Kitchen Quarantine. Byl jedním ze signatářů výzvy For a cultural renaissance of the economy. Program OSN pro životní prostředí ho jmenoval velvyslancem dobré vůle pro šetrné zacházení s potravinami.